# Публий Сульпиций Скрибоний Прокул
Пу́блий Сульпи́ций Скрибо́ний Проку́л (лат. Publius Sulpicius Scribonius Proculus; умер в 67 году) — древнеримский сенатор времён правления императора Нерона, консул-суффект 56 года.

## Биография
О жизни братьев известно немногое. М. А. Шпейдель отмечал, что происхождение Сульпициев Скрибониев неизвестно, но, вероятно, они происходили из Италии. Отцом братьев был сенатор Скрибоний Прокул, убитый императором Калигулой.
О его сursus honorum (гражданской карьере) известно только, что с сентября по октябрь 56 года Публий Сульпиций был консулом-суффектом (его коллегой по должности стал брат, Публий Сульпиций Скрибоний Руф). Корнелий Тацит писал, что, столкнувшись с бунтом в Путеолах в 58 году, император послал для восстановления порядка когорту во главе с Прокулом и Руфом. Надпись из колонии Лу́на (современная коммуна Луни) свидетельствует о том, что он был назначен куратором operum publicorum.
Самым важным назначением Прокула был пост губернатора имперской провинции Нижняя Германия. Доказательством даты его пребывания в должности являются военный диплом от 17 июня 65 года и посвящение здания от 66 года. Его губернаторство закончилось, когда император Нерон вызвал братьев в Ахайю, где их обвинили, в соответствии с Lex maiestas, и заставили покончить с собой.